# Teofil Józef Cypser
Teofil Józef Cypser (ur. ok. 1814 w Krakowie, zm. 24 października 1854) – polski lekarz, chirurg. Studiował na Uniwersytecie Jagiellońskim. Został doktorem medycyny 24 lipca 1841 roku po przedstawieniu dysertacji "De sudore". Od 1851 do 1853 pracował jako asystent oddziału chirurgii Szpitala Św. Łazarza u J. Placera. Był chirurgiem miejskim w Krakowie.